# Liste der Kulturdenkmäler in Hamm (Sieg)
In der Liste der Kulturdenkmäler in Hamm (Sieg) sind alle Kulturdenkmäler der rheinland-pfälzischen Ortsgemeinde Hamm (Sieg) aufgelistet. Grundlage ist die Denkmalliste des Landes Rheinland-Pfalz (Stand 4. Mai 2023).

## Denkmalzonen
| Bezeichnung                    | Lage                                     | Baujahr | Beschreibung                                               | Bild                           |
| ------------------------------ | ---------------------------------------- | ------- | ---------------------------------------------------------- | ------------------------------ |
| Denkmalzone Jüdischer Friedhof | südlich des Ortes oberhalb der K 50 Lage | um 1700 | umzäunte Anlage mit 119 Grabsteinen, seit etwa 1700 belegt | weitere Bilder Fotos hochladen |

## Einzeldenkmäler
| Bezeichnung                          | Lage                                  | Baujahr                  | Beschreibung                                                                             | Bild                           |
| ------------------------------------ | ------------------------------------- | ------------------------ | ---------------------------------------------------------------------------------------- | ------------------------------ |
| Wohnhaus                             | Bergstraße 13 Lage                    | 18. Jahrhundert          | Wohnstallhaus; eingeschossiger Fachwerkbau, teilweise massiv, 18. Jahrhundert            | BW                             |
| Kriegerdenkmal                       | Friedhofstraße, auf dem Friedhof Lage | 1872                     | Kriegerdenkmal 1870/71; Sockel, Obelisk und Eisernes Kreuz, 1872                         | BW                             |
| Wohnhaus                             | Friedrich-Ebert-Straße 7 Lage         | 18. oder 19. Jahrhundert | Fachwerkhaus, verkleidet, wohl aus dem 18. oder 19. Jahrhundert                          | BW                             |
| Evangelische Pfarrkirche St. Severin | Kirchplatz 1 Lage                     | 1831                     | Saalbau, 1831, Moller-Einfluss, Portal 1590                                              | weitere Bilder Fotos hochladen |
| Katholische Pfarrkirche St. Joseph   | Kirchweg 2 Lage                       | um 1900                  | neugotische Halle, um 1900                                                               | Fotos hochladen                |
| Wohnhaus                             | Lindenallee 3 Lage                    | 1753                     | Wohnhaus, angeblich von 1753 (oder 1783?), Fachwerk des 18. oder frühen 19. Jahrhunderts | BW                             |
| Wohnhaus                             | Raiffeisenstraße 3 Lage               | 18. Jahrhundert          | Fachwerkhaus, verputzt und verkleidet, wohl aus dem 18. Jahrhundert                      | BW                             |
| Wohnhaus                             | Raiffeisenstraße 6/8 Lage             | 17. oder 18. Jahrhundert | stattliches Fachwerkhaus, verkleidet, wohl aus dem 17. oder 18. Jahrhundert              | BW                             |
| Wohnhaus                             | Scheidter Hof 2 Lage                  | 18. Jahrhundert          | Fachwerkhaus mit Niederlass, teilweise verschiefert, datiert 1662                        | BW                             |
| Wohnhaus                             | Scheidter Straße 2 Lage               | 18. Jahrhundert          | stattliches Fachwerkhaus, teilweise massiv, 18. Jahrhundert                              | BW                             |
| Wohnhaus                             | Scheidter Straße 36/38 Lage           | 18. Jahrhundert          | stattliches Fachwerkhaus, teilweise verkleidet, 18. Jahrhundert                          | BW                             |
| Wohn- und Geschäftshaus              | Siegstraße 9 Lage                     | 1914–15                  | Wohn- und Geschäftshaus; Mansarddachbau, bezeichnet 1914–15                              | BW                             |